# Sabbatsbergs fattighus församling
Sabbatsbergs fattighus församling var en församling i nuvarande i Stockholms stift i nuvarande Stockholms kommun. Församlingen uppgick 1 juli 1888 i Adolf Fredriks församling.

## Administrativ historik
Församlingen bildades 1 augusti 1752 genom en utbrytning ur Sankt Olofs församling (Adolf Fredriks). 1 oktober 1860 utbröts Allmänna försörjningsinrättningens församling. I juni 1872 införlivades Hedvig Eleonora fattighus församling, som utbrutits ur Hedvig Eleonora församling 1749. Församlingen uppgick 1 juli 1888 i Adolf Fredriks församling. 